# Slatina (rivier)
De Slatina is een ruim 55 kilometer lange linkerzijrivier van de Hron. De rivier stroomt vanaf haar bron in het Poľana-gebergte door de regio Banská Bystrica (Centraal-Slowakije) om uit te monden in de Hron bij Zvolen.